# Koudelka (Holice)
Koudelka (německy: Kaudelka) je vesnice, část města Holice v okrese Pardubice. Nachází se asi 3 km na severovýchod od Holic. V roce 2009 zde bylo evidováno 94 adres. V roce 2001 zde trvale žilo 201 obyvatel.
Koudelka leží v katastrálním území Holice v Čechách o výměře 19,65 km2.
Ve vsi stojí kaple Panny Marie.